# Marathon van Madrid 1998
De marathon van Madrid 1998 werd gelopen op zondag 26 april 1998. Het was de 21e editie van deze marathon.
Bij de mannen ging de zege naar de Ethiopiër Fekadu Bekele in 2:17.59. Bij de vrouwen was de Spaanse Josefa Cruz het snelst in 2:39.11. Zij had een voorsprong van bijna vijf minuten op haar naaste concurrente.

## Uitslagen

### Mannen
| rang   | naam                 | land | tijd    |
| ------ | -------------------- | ---- | ------- |
| Goud   | Fekadu Bekele        | ETH  | 2:17.59 |
| Zilver | Jesus de Grado       | ESP  | 2:20.01 |
| 4      | Jose-Maria Fernandez | ESP  | 2:24.09 |
| 5      | Wilson Cheruiyot     | KEN  | 2:24.48 |
| 6      | Ramiro Matamoros     | ESP  | 2:24.55 |

### Vrouwen
| rang   | naam                | land | tijd    |
| ------ | ------------------- | ---- | ------- |
| Goud   | Josefa Cruz         | ESP  | 2:39.11 |
| Zilver | Yesenia Centeno     | CUB  | 2:44.57 |
| Brons  | Montserrat Martinez | ESP  | 2:49.35 |
| 4      | Alzira Lario        | POR  | 2:52.05 |
| 5      | Adelina Limonta     | CUB  | 2:53.21 |

1978 ·
1979 ·
1980 ·
1981 ·
1982 ·
1983 ·
1984 ·
1985 ·
1986 ·
1987 ·
1988 ·
1989 ·
1990 ·
1991 ·
1992 ·
1993 ·
1994 ·
1995 ·
1996 ·
1997 ·
1998 ·
1999 ·
2000 ·
2001 ·
2002 ·
2003 ·
2004 ·
2005 ·
2006 ·
2007 ·
2008 ·
2009 ·
2010 ·
2011 ·
2012 ·
2013 ·
2014 ·
2015 ·
2016 ·
2017